# Harame
Harame ist eine osttimoresische Aldeia im Suco Aidabaleten (Verwaltungsamt Atabae, Gemeinde Bobonaro). 2015 lebten in der Aldeia 504 Menschen.

## Geographie
Harame liegt im Südosten des Sucos Aidabaleten. Nordwestlich befindet sich die Aldeia Biacou, nördlich die Aldeia Sulilaran und südöstlich die Aldeia Aidabaleten. Im Südosten grenzt Harame an den Suco Leolima, im Süden an den Suco Hataz und im Osten an den Suco Rairobo. Eine Überlandstraße führt von Westen her in die Aldeia Harame, passiert die Orte Malepun, Harame und Damlaran, bevor sie sich teilt: Nach Süden durch den Ort Ramelaran und nach Osten.
In Damlaran steht eine Grundschule, in Ramelaran eine Kapelle und in Malepun befindet sich ein Friedhof.

## Politik
2023 wurde Cristinu Mau Daci zum Chefe de Aldeia gewählt.